# Cyklosarin
Cyklosarin, GF – fosforoorganiczny związek chemiczny z grupy fosfonianów, ester cykloheksylowy kwasu metylofluorofosfonowego, analog sarinu i etylosarinu. Jest nieodwracalnym inhibitorem acetylocholinoesterazy i paralityczno-drgawkowym bojowym środkiem trującym znajdującym się w wykazie 1A Konwencji o zakazie broni chemicznej.
Cyklosarin ma postać klarownej, bezbarwnej cieczy o słodkim zapachu stęchlizny, praktycznie nierozpuszczalnej w wodzie. Jest dość odporny na hydrolizę – rozkłada się dopiero przy ogrzewaniu lub w obecności alkaliów z wytworzeniem kwasu fluorowodorowego i kwasu cykloheksylometylofosfonowego, które są mniej toksyczne od cyklosarinu.
Główną drogą narażenia jest układ oddechowy, choć cyklosarin może wniknąć do organizmu również przez skórę i układ pokarmowy. Wykazuje działanie silnie inhibitujące acetylocholinoesterazę.
- LD50 16–400 μg/kg (mysz, przez skórę)[5]
- LCt50 35 mg·min/m³[5]